# ストレッチ技
ストレッチ技（ストレッチわざ、Stretch Hold）は、格闘技、特にプロレスにおける技の分類の一種である。サブミッション・ホールドを細分化した一分野にあたる。

## 概要
主にプロレスにおいて、相手の体を捕まえて固定することによりダメージを与える技の総称である極技（サブミッション･ホールド）を細分化した中の一種で、相手の体を固定し、てこの原理あるいは自らの筋力を用いて相手の体を反らす・捻る・引っ張るなどにより痛みを与える技を指す。
痛め技として使用されることが多く、相手が苦痛を味わったり、技から逃れようとする攻防が試合における見せ場のひとつとなっている。かつてはフィニッシュ・ホールドとしても使用されていたが、年々プロレス技は危険なものが多くなったため、フィニッシュとしての使用頻度は少なくなり、痛め技としての使用にとどまっている。
古典的な技が多く、かなり古くからプロレスでは使用されていた。また、メキシコにおけるルチャリブレでは多用されており、複雑難解なものを含め、多数の種類がある。ルチャリブレにおいてはジャベとよばれるものの一種とされる。
関節技や絞め技と異なり、完全に技が極まっても、瞬時にタップアウトを奪うことができず、勝利を決するのに長時間技をかけ続けたり、事前に強力な技をかけるなどの準備が必要なため、総合格闘技のような競技性が求められる格闘技にはあまり使用されない（稀に使用される）。
一方、シンプルなストレッチ技の場合、素人でも簡単にかけることができ、なおかつ痛みを相手に与えることができるため、プロレスごっこや悪ふざけなどで使用されたりもする。しかし、体を鍛えていない人物や、技のかけ方や逃れ方を知らない人物がかけた場合、事故や負傷などの危険性がある。また、死亡例もある。

## 類似技との違い
同じ極技である関節技・絞め技・締め技と混同される場合がある。
関節技は、関節可動部を梃子の原理を利用して逆方向に反らせる。ストレッチ技は、関節ではなく体の他の部分、あるいは関節を含む広範囲な箇所を反らせたり、引っ張ったり、捻ったりするもの。また、梃子の原理だけではなく、筋力で強引にかける場合もある。
締め技は、相手の体を圧迫する技。前述のようにストレッチ技は反らせたり引っ張ったりする点で違いがある。
絞め技は、首を圧迫する技である。